# Arcidiocesi di Lauriaco

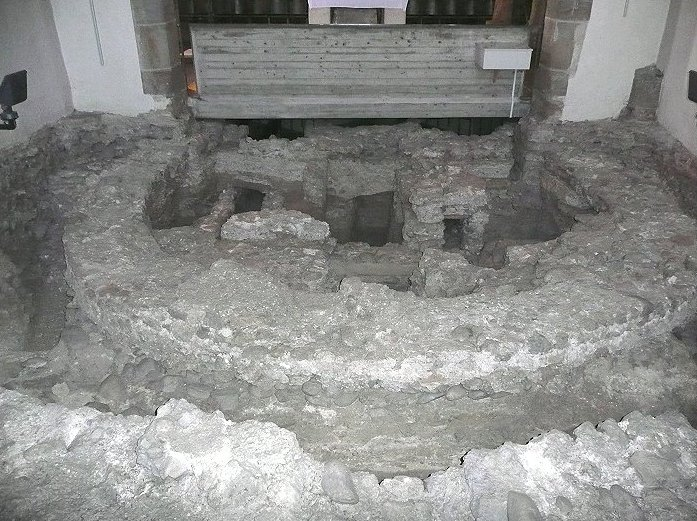
Resti archeologici delle rovine dell'antico castrum militare di Lauriacum, all'interno della Basilica di San Lorenzo ad Enns.

L'arcidiocesi di Lauriaco (in latino Archidioecesis Lauriacensis) è una sede soppressa e sede titolare della Chiesa cattolica.

## Storia
Lauriaco, corrispondente all'odierna città austriaca di Enns, è l'antica sede metropolitana della provincia romana del Norico Danubiano. Non sono tuttavia chiare quali fossero le sedi suffraganee dipendenti dalla sua provincia ecclesiastica.
Il Martirologio romano, alla data del 4 maggio, ricorda il martire san Floriano che, «sub Diocletiano Imperatore, Aquilini Praesidis jussu, in flumen Anisum, ligato ad collum saxo, praecipitatus est.» Secondo la passio, assieme al santo furono martirizzati altri 40 sacerdoti, segno che, all'inizio del IV secolo, la comunità cristiana di Lauriaco era numerosa ed organizzata.
Lo stesso martirologio ricorda, alla data del 12 ottobre, il vescovo san Massimiliano, che avrebbe subito il martirio a Celeia, l'odierna Celje. La tradizione riconosce questo santo come il protovescovo di Lauriaco.
Storicamente la sede è menzionata per la prima volta, per la presenza del suo titolare, il cui nome è però ignoto, al concilio di Sardica, celebratosi fra il 343 e il 344. Nella vita di san Severino, scritta dal discepolo Eugippio, si fa menzione dei vescovi Costanzo e Mamertino, vissuti nella seconda metà del V secolo; l'attribuzione di Mamertino alla sede di Lauriaco è tuttavia incerta. Lo stesso santo era stato proposto per la cattedra episcopale di Lauriaco, ma rifiutò l'offerta.
Dal 1968 Lauriaco è annoverata tra le sedi arcivescovili titolari della Chiesa cattolica; dal 18 marzo 2017 l'arcivescovo titolare è Andrzej Józwowicz, nunzio apostolico in Iran.

## Cronotassi

### Arcivescovi
- San Massimiliano di Celeia † (? - circa 284 deceduto)
- Anonimo † (presente al concilio di Sardica)
- Costanzo † (? - circa 487 deceduto)
- Mamertino ? † (dopo il 487)

### Arcivescovi titolari
- Girolamo Prigione † (27 agosto 1968 - 27 maggio 2016 deceduto)
- Andrzej Józwowicz, dal 18 marzo 2017